# NGC 5083
NGC 5083 este o galaxie spirală situată în constelația Câinii de Vânătoare. A fost descoperită în 14 iunie 1885 de către Lewis A. Swift.